# 2004 VD17
2004 VD17 je planetka patřící do Apollonovy skupiny a také mezi křížiče Marsu. Spadá současně mezi objekty pravidelně se přibližující k Zemi (NEO). Protože se v budoucnu může značně přiblížit k Zemi, byla zařazena též mezi potenciálně nebezpečné planetky (PHA). Její dráha však prozatím není definitivně stanovena, proto jí nebylo dosud přiděleno katalogové číslo. 

## Popis objektu
Přestože je již pozorována od roku 2004, neuskutečnil se dosud její spektroskopický výzkum. Proto o jejím chemickém složení není nic známo. Její průměr je odhadován na základě hvězdné velikosti a protože není známo ani albedo jejího povrchu, je proto značně nejistý, stejně jako údaje o hmotnosti a střední hustotě, uvedené v připojené tabulce.

## Historie
Planetku objevili 7. listopadu 2004 kolem 09:14 světového času (UTC) jednometrovým dalekohledem s CCD kamerou na Lincoln Laboratory Observatory v rámci programu LINEAR astronomové M. Blythe, F. Shelly, M. Bezpalko, R. Huber, L. Manguso, D. Torres, R. Kracke, M. McCleary, H. Stange a A. Milner. V době objevu se nacházela ve vzdálenosti přibližně 15,0 mil. km a byla zpozorována jako objekt hvězdné velikosti 16,8m. Zprávu o jejím objevu obdrželo Středisko pro malé planety následujícího dne. 
První výpočty, uskutečněné ve středisku pro sledování potenciálně nebezpečných objektů Sentry při Jet Propulsion Laboratory (JPL) (Laboratoř proudového pohonu) v Pasadeně a v analogickém středisku v Itálii dne 9. listopadu 2004, odhalily možnost budoucí kolize tohoto tělesa se Zemí. Jak přicházela další pozorování tohoto objektu, na nichž se podílela též observatoř na jihočeské Kleti, byla dráha zpřesňována a vypočítaná hodnota pravděpodobnosti střetu s naší planetou se zvyšovala. Proto středisko Sentry 22. listopadu 2004 přiřadilo této planetce hodnotu 1 na turínské stupnici, tedy ji zařadilo mezi objekty, které si zasluhují pečlivé sledování, ale přesto jejich hrozba Zemi není příliš vysoká. 
Sledování objektu pokračovalo až do 28. ledna 2005, kde se dostalo z dosahu pozemských dalekohledů. Znovu je zpozoroval tým astronomů z observatoře na Mauna Kea na Havajských ostrovech 4. března téhož roku. Další pozorování se uskutečnilo až v listopadu 2005, což mělo značný význam pro upřesnění jeho dráhy. 
V únoru 2006 bylo těleso v dosahu silnějších dalekohledů a je možné je pozorovat až do druhé poloviny června a pak opět od konce července po celý zbytek roku 2006. Dne 6. února 2006 uskutečněné nové výpočty dráhy vedly ke zvýšení pravděpodobnosti střetu se Zemí a hodnocení nebezpečí na turínské stupnici bylo reklasifikováno na hodnotu 2. Dosud se však neuskutečnila radiolokační pozorování, takže dráha tohoto tělesa není tak precizně známa, jako se to podařilo u planetky (99942) Apophis.
Dalším pozorování a objevem starších záznamů z února 2002 vedly v květnu 2006 ke snížení klasifikace na stupeň 1 turínské stupnice a v říjnu 2006 na stupeň 0.

## Výhled do budoucnosti
Ze znalosti současných elementů dráhy planetky vyplývá, že minimální vypočítaná vzdálenost mezi její drahou a dráhou Země činí 229 tis. km. Nejbližší velké přiblížení k Zemi na vzdálenost 3,15 mil. km se očekává 1. května 2032. V tomto století dojde ještě k dalším přiblížením tohoto tělesa k Zemi, a to 2041, 2067, 2076 a 2087. Setkání se Zemí ke kterému by mělo dojít 4. dubna 2102 bylo považováno za nebezpečné, zpřesnění dráhy to však takřka vyloučilo, v lednu 2007 byla snížena klasifikace na palermské stupnici na -4,91, riziko srážky se odhaduje na 1:58 824 000. 
Ani další přiblížení přesně o dva roky později, 4. dubna 2104 se již nehodnotí jako nebezpečné.